# 漂浮滑板
漂浮滑板（英語：Hoverboard），是指飄浮在空中的滑板。其概念最早出自1989年的美國科幻電影《回到未來II》。
2015年5月，羅馬尼亞出生的加拿大發明家亞歷山大·德魯創造一項吉尼斯世界紀錄，在高度為5米的空中於湖泊上空移動275.9米。2016年4月30日，吉尼斯世界紀錄大全認可2,252.4米的新紀錄，漂浮滑板由噴氣發動機推進器提供動力。

## 歷史
- 2014年3月，一家名為HUVr的公司，聲稱開發出漂浮滑板的技術，並發布了產品的影片。[4]影片裡出現一些名人，克里斯托弗·劳埃德、Tony Hawk、Terrell Owens（英语：Terrell Owens）在洛杉磯的停車場使用漂浮滑板。然而影片卻被發現有吊鋼絲的特攝片痕跡，因此被證明是造假。[5][6]
- 2015年8月，汽車大廠Lexus宣布他們與研究團隊，以永久磁鐵與超導體技術所打造的飄浮滑板。[7]
- 多拉塔·达米恩 (Dolata Damien)。 2023年3月22日，一名名叫达米恩·多拉塔(Damien Dolata)的法国人在YouTube上发布了他的第一个功能性悬浮滑板版本，名为Ripulse。目前，这款悬浮滑板能够使一个重量约为30公斤的人在地面上方漂浮。它由4个磁旋子反应器组成，在导电的地面上产生涡流效应。[8][9]